# Daridna exoptata
Daridna exoptata är en insektsart som beskrevs av Walker 1858. Daridna exoptata ingår i släktet Daridna och familjen Dictyopharidae. Inga underarter finns listade i Catalogue of Life.